# Цена (фильм)
«Цена» — советский художественный фильм режиссёра Михаила Калика, снятый в 1969 году на студии ТО «Экран» по одноимённой пьесе Артура Миллера.

Последняя работа актёра Льва Свердлина.

## Сюжет
В старом доме, принадлежавшем покойному отцу, встретились двое братьев, которые не виделись 16 лет. Причиной встречи стала продажа отцовской мебели. Преуспевающий врач и небогатый полицейский ведут диалог, в котором раскрываются разные жизненные позиции героев.

## В ролях
- Михаил Глузский — Виктор Франк, полицейский
- Александра Климова — Эстер, жена Виктора
- Леонид Галлис — Уолтер Франк, врач (озвучил Василий Меркурьев)
- Лев Свердлин — Соломон Грегори, старик-оценщик (озвучил Всеволод Якут)

## Съёмочная группа
- сценарий и постановка Михаила Калика
- оператор-постановщик — Илья Миньковецкий
- художник-постановщик — Владимир Коровин
- художник-декоратор — С. Казанцев
- художник по костюмам — Г. Казакова
- композитор — Микаэл Таривердиев
- звукооператор — А. Рейниш
- режиссёр — Леонид Нечаев
- оператор — Ф. Анисимова
- редактор — В. Соколов
- ассистенты:

режиссёра: Э. Дукельская, Сузанна Калик
оператора: Г. Лукьянов, И. Штанько
- грим Е. Белянской
- монтаж П. Чечёткиной
- комбинированные съёмки — Е. Мыс
- директор — М. Воловик
- дирижёр — Константин Кримец (нет в титрах)

## Факты
- Съёмки происходили в Ленинграде.
- После отъезда Михаила Калика в Израиль в 1971 году, фильм пролежал «на полке» почти 20 лет. Премьера состоялась в 1989 году.